# Баскетбольный щит
Баскетбольный щит — спортивный инвентарь, используемый в баскетболе. Он представляет собой прямоугольную или квадратную панель с закреплённым на ней баскетбольным кольцом. Баскетбольный щит имеет крепления для подвешивания на стене или столбе.

## Стандарты
Правилами Международной федерации баскетбола установлен размер щита в 180×105 см. От нижнего края щита до пола или грунта должно быть 290 см. Корзина представляет собой металлическое кольцо, обтянутое сеткой без дна. Она крепится на расстоянии 0,15 м от нижнего обреза щита и 3,05 м от уровня пола.
В Национальной баскетбольной ассоциации размер баскетбольного щита — 6 футов (183 см) × 3,5 фута (107 см). Баскетбольное кольцо должно быть 18 дюймов (46 см) в диаметре и располагаться на высоте 10 футов (305 см) от земли. Внутренний прямоугольник — размером 24 дюйма (61 см) × 18 дюймов (46 см).
Баскетбольный щит подвешенный на столбе называется – баскетбольная стойка.